# Aljona Zavarzinová
Aljona Igorjevna Zavarzinová (Алёна Игоревна Заварзина, * 27. května 1989 Novosibirsk) je ruská snowboardistka závodící v paralelním obřím slalomu, paralelním slalomu a snowboardcrossu.
Členkou ruské reprezentace je od roku 2006. Je juniorskou vicemistryní světa v paralelním slalomu z roku 2009, v této sezóně také vyhrála první závod Světového poháru. Na ZOH 2010 obsadila 17. místo v paralelním obřím slalomu. Na mistrovství světa ve snowboardingu 2011 vyhrála paralelní obří slalom, na mistrovství světa ve snowboardingu 2013 byla pátá v paralelním obřím slalomu a devátá v paralelním slalomu. Na domácí olympiádě 2014 v Soči získala bronzovou medaili za paralelní obří slalom a v paralelním slalomu skončila třináctá. Na mistrovství světa ve snowboardingu 2015 byla druhá v paralelním obřím slalomu a pátá v paralelním slalomu, na mistrovství světa ve snowboardingu 2017 obsadila třetí místo v paralelním slalomu a páté místo v paralelním obřím slalomu. V sezóně 2016/17 také vyhrála celkovou klasifikaci Světového poháru v disciplíně paralelní obří slalom. Na Zimních olympijských hrách 2018 obsadila v paralelním slalomu čtvrté místo.
Je absolventkou Moskevského technologického institutu a držitelkou titulu zasloužilý mistr sportu Ruska. Jejím manželem je od roku 2011 olympijský vítěz na snowboardu Vic Wild, Američan, který sňatkem získal ruské občanství.